# Günter Benser
Günter Benser (* 12. Januar 1931 in Heidenau; † 27. März 2025) war ein deutscher marxistischer Historiker und Hochschullehrer.

## Leben
Günter Benser entstammt einer Arbeiterfamilie, die sich sehr stark im Heidenauer Amateurtheater, der „Heidenauer Volksbühne“, engagierte. Er absolvierte eine Lehre als Industriekaufmann in den Elbtalwerken, besuchte dann die Arbeiter-und-Bauern-Fakultät und studierte danach Geschichte in Leipzig. Er war als wissenschaftlicher Mitarbeiter und Professor am Institut für Marxismus-Leninismus beim ZK der SED (IML), zuletzt als stellvertretender Abteilungsleiter und Mitglied des Rates für Geschichtswissenschaft und des Nationalkomitees der Historiker der DDR, tätig. Benser war unter anderem Nationalpreisträger der DDR. Am 11. November 1989 rief er vor 150.000 Menschen im Berliner Lustgarten dazu auf, die SED von unten zu erneuern. 1989 wurde er bei der Umbildung des IML zum Institut für Geschichte der Arbeiterbewegung (IfGA) fast einstimmig zu dessen Direktor gewählt, bis das Institut 1992 durch die Treuhandanstalt aufgelöst wurde. 1991 nahm er an der Gründung des Förderkreises Archive und Bibliotheken zur Geschichte der Arbeiterbewegung teil. Benser war von 1992 bis 2011 deren Vorsitzender und Herausgeber der halbjährlich erscheinenden Mitteilungen. Er war von 1993 bis 2021 für die PDS bzw. für Die Linke stellvertretendes Mitglied des Kuratoriums der Stiftung Archiv der Parteien und Massenorganisationen der DDR im Bundesarchiv (SAPMO). Benser war Mitglied der Rosa-Luxemburg-Stiftung.
Benser starb im Alter von 94 Jahren im März 2025.

## Werk
Benser veröffentlichte Beiträge insbesondere zur Geschichte der SED, der DDR und des Kommunismus sowie des Dramaturgischen Vereins der Volksbühne Heidenau. Seine Werke vor 1989 waren in der DDR Teil der Geschichtsstandardliteratur und begründeten im Wesentlichen das Geschichtsselbstverständnis der SED. Später setzte sich Benser auch mit seinem eigenen Schaffen auseinander. Benser war Mitglied der Leibniz-Sozietät.

## Publikationen
- Zur Herausbildung der Eisenacher Partei. Eine Untersuchung der Entwicklung der Arbeiterbewegung im sächsischen Textilindustriegebiet Glauchau-Meerane. Dietz Verlag, Berlin 1956.
- (Mithrsg.): Die Vereinigung von KPD und SPD zur Sozialistischen Einheitspartei Deutschlands. In Bildern und Dokumenten. Hrsg.: Inst. für Marxismus-Leninismus beim ZK der SED. Dietz, Berlin 1976.
- Aufruf der KPD vom 11. Juni 1945. (Illustrierte historische Hefte: Heft 19), Deutscher Verlag der Wissenschaften, Berlin 1980, DNB 810288281.
- Die KPD im Jahre der Befreiung. Berlin 1985.
- Wie die SED entstand. (Illustrierte historische Hefte: Heft 40), Deutscher Verlag der Wissenschaften, Berlin 1986, DNB 860419894.
- mit Hans-Joachim Krusch (Hrsg.): Dokumente zur Geschichte der kommunistischen Bewegung in Deutschland. Reihe 1945/1946. Band 1–5, Reg.-Band. München/New Providence/London/Paris 1993–1997.
Band 2: Protokolle der erweiterten Sitzungen des Sekretariats des Zentralkomitees der KPD Juli 1945 bis Februar 1946. 1994.
Band 5: Protokoll des 15. Parteitages der KPD 19./20. April 1946. 1996.
- (Hrsg.): Mitteilungen des Förderkreises Archive und Bibliotheken zu Geschichte der Arbeiterbewegung. Seit 1996.
- DDR – gedenkt ihrer mit Nachsicht. Dietz, Berlin 2000, ISBN 3-32001-984-8.[6]
- DDR und Arbeiterbewegung (= Helle Panke (Hrsg.): hefte zur ddr-geschichte. 67). Berlin 2001.
- Als der Aufbau des Sozialismus verkündet wurde. Eine Rückschau auf die II. Parteikonferenz der SED mit Dokumentenanhang (= hefte zur ddr-geschichte. 75). Berlin 2002.
- Zusammenschluss von KPD und SPD 1946. Erklärungsversuche jenseits von Jubel und Verdammnis (= hefte zur ddr-geschichte. 27). 2. durchges. u. erg. Auflage. Berlin 2006.
- Volksbühne Heidenau 1906 bis 1939 – 1945 bis 1949. Die bewegte Geschichte eines Amateurtheaters. edition bodoni, Berlin 2007, ISBN 978-3-929390-95-7.
- Was geschah mit den Archiven und Bibliotheken von Parteien und Organisationen der DDR? (= Helle Panke (Hrsg.): hefte zur ddr-geschichte. 113). Berlin 2008.
- Der besondere deutsche Weg zum Sozialismus. Konzept und Realität (= Helle Panke (Hrsg.): "hefte zur ddr-geschichte", Heft 115), Berlin 2009.
- Der deutsche Kommunismus. Selbstverständnis und Realität, Bd. 4. Neubeginn ohne letzte Konsequenz (1945/46). Reihe: Geschichte des Kommunismus und Linkssozialismus. Bd. IX. Hrsg.: Klaus Kinner, Dietz Verlag, Berlin 2009.
- Aus per Treuhand-Bescheid. Der Überlebenskampf des Instituts für Geschichte der Arbeiterbewegung. edition bodoni, Berlin 2013, ISBN 978-3-940781-34-5.
- Ulbricht vs. Adenauer. Zwei Staatsmänner im Vergleich. Spotless, Berlin 2016. ISBN 978-3-360-52010-4.
- Die vertanen Chancen von Wende und Anschluss. Es bleibt eine offene Wunde oder Warum tickt der Osten anders? verlag am park, Berlin 2018. ISBN  978-3-947094-11-0.
- Zeitsprung. Tagesnotizen 1948 bis 2018. Mit einem Geleitwort von Jürgen Hofmann. edition bodoni, Neuruppin 2021, ISBN 978-3947913527.